# Enigma (album d'Ill Niño)
Pour les articles homonymes, voir Enigma.
Albums de Ill Niño
The Undercover Sessions
(2006)
Singles
Enigma est le quatrième album studio du groupe de nu metal Ill Niño, sorti en 2008.

## Liste des titres
| 1.    | The Alibi of Tyrants             | 3:51 |
| 2.    | Pieces of the Sun                | 4:17 |
| 3.    | Finger Painting (With the Enemy) | 4:06 |
| 4.    | March Against Me                 | 3:30 |
| 5.    | Compulsion of Virus and Fever    | 4:24 |
| 6.    | Formal Obsession                 | 4:17 |
| 7.    | Hot Summer's Tragedy             | 5:10 |
| 8.    | Me Gusta La Soledad              | 4:33 |
| 9.    | 2012                             | 4:27 |
| 10.   | Guerrilla Carnival               | 3:45 |
| 11.   | Estoy Perdido                    | 3:35 |
| 12.   | Kellogg's, Bombs & Cracker Jacks | 4:03 |
| 13.   | De Sangre Hermosa                | 3:59 |
| 53:57 |                                  |      |